# 戈德沙尔
戈德沙尔（法語：Gaudechart，法語發音：[ɡodʃaʁ]）是法国瓦兹省的一个市镇，属于博韦区。

## 地理
戈德沙尔（49°36'55"N, 1°57'41"E）面积5.71 平方千米，位于法国上法蘭西大區瓦兹省，该省份为法国北部内陆省份，北起索姆省，西接厄尔省和滨海塞纳省，南至塞纳-马恩省和瓦兹河谷省，东临埃纳省。
与戈德沙尔接壤的市镇（或旧市镇、城区）包括：方丹拉瓦加讷、普雷维莱尔、罗图瓦、圣莫尔、蒂约卢瓦圣安托万。

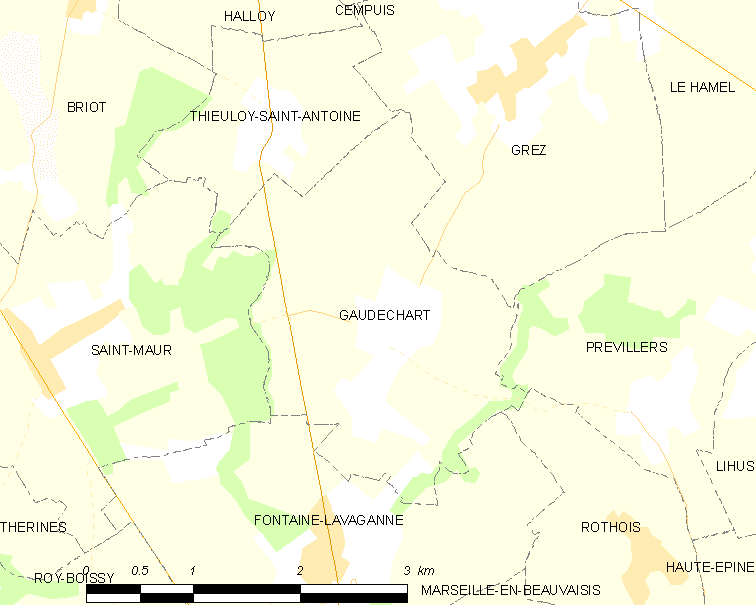
戈德沙尔的OSM定位图

戈德沙尔的时区为UTC+01:00、UTC+02:00（夏令时）。

## 行政
戈德沙尔的邮政编码为60210，INSEE市镇编码为60269。

## 政治
戈德沙尔所属的省级选区为格朗维利耶县。

## 人口

1962-2008年间戈德沙尔人口变化图示

戈德沙尔于2022年1月1日时的人口数量为346人。